# Île Neuve-Macrière
Ne doit pas être confondu avec Île Neuve.
L'île Neuve-Macrière est une île sur la Loire, en France.
L'île est située au milieu du fleuve, sur le territoire de la commune d'Oudon. Elle mesure 4,1 km de long et 320 m de large, pour une superficie de 83 ha.
L'île n'est pas reliée à la rive du fleuve par un pont mais peut être accessible en saison sèche via un chemin par la rive Nord.
Elle ne doit pas être confondue avec l'île Neuve située à 8 km en aval.